# 두산 핸드볼
창원 두산 HC(Changwon Doosan Handball Club)는 대한민국 경상남도 창원시에 있는 핸드볼 선수단이다. 두산베어스가 운영하는 남자 세미프로 핸드볼단이며, 1991년에 창단되었다. 대한민국 최초의 남자 실업팀이다. 연고지는 경상남도 창원시이다.

## 연혁
- 1991년 : (주)경월 핸드볼팀 창단 (국내 최초 남자 실업 핸드볼팀)
- 1993년 : 오비맥주의 (주)경월 흡수 (두산그룹으로 흡수)
- 1998년 : (주)두산주류BG 핸드볼 선수단으로 변경 (주류 3사 통합)
- 2005년 : 두산산업개발 핸드볼 선수단으로 변경, 업무이관 (주류BG-두산산업개발)
- 2006년 : 건설부문으로 이관
- 2007년 : 두산건설 핸드볼 선수단으로 명칭변경, 두산 핸드볼 선수단으로 명칭변경 (두산 베어스로 이관)
- 2010년 : 두산 베어스 핸드볼 선수단으로 명칭 변경
- 2011년 : 두산 핸드볼 선수단으로 명칭 변경
- 2017년 : 연고지 변경 (서울 > 경남)

## 주요 대회 성적
- 2006년 : 제87회 전국체육대회 우승
- 2007년 : SK핸드볼큰잔치 준우승 , 동아시아클럽 선수권 대회 우승 , 코리안리그 전국실업핸드볼대회 우승 , 국제실업핸드볼대회 우승 , NK바이오배 실업핸드볼대회 우승 , 제88회 전국체육대회 우승
- 2008년 : U.A.E자예드컵 세계클럽핸드볼대회 3위 , 다이소배 전국 실업핸드볼대회 우승 , 제89회 전국체육대회 우승
- 2009년 : SK핸드볼큰잔치 우승 , 동아시아클럽 선수권 대회 우승 , 제1회 핸드볼슈퍼리그코리아 우승 , 제90회 전국체육대회 우승 (*출전한 4개 대회 모두 우승)
- 2010년 : 2010 SK핸드볼큰잔치 우승 , 동아시아클럽 선수권 대회 우승 , 제2회 핸드볼슈퍼리그코리아 우승 (*출전한 3개 대회 모두 우승)
- 2011년 : 핸드볼 코리아컵 우승 , 제3회 핸드볼슈퍼리그코리아 우승 (*출전한 2개 대회 모두 우승)
- 2012년 : 제4회 핸드볼슈퍼리그코리아 우승

## 참고 문헌
- “스포츠지원포털 등록 현황”. 대한체육회.